# 平山優
平山優（日语：／ Hirayama Yū，1985年7月25日—），日本女子羽毛球運動員。宮城縣塩竈市出生，畢業於聖ウルスラ学院中学校、聖ウルスラ高等学校及早稻田大學，2008年4月起加入日本Unisys株式會社羽毛球隊，及至2011年12月退役，轉任羽毛球隊女子隊的教練。

## 簡歷
2007年11月，平山優出戰越南羽毛球大獎賽，贏得亞軍。

## 其他
2020年3月，她與桃田賢斗及其專屬教練、英國籍羽聯評論員四人在馬來西亞搭車前往機場的路途中發生車禍，司機當場死亡，其餘人士則受到輕重傷。

## 主要比賽成績
只列出曾進入準決賽的國際賽事成績：
| 年份   | 賽事                       | 公開賽級別 | 項目     | 拍檔     | 成績   |
| ------ | -------------------------- | ---------- | -------- | -------- | ------ |
| 2007年 | 大阪羽毛球國際挑戰賽       | 國際挑戰賽 | 女子單打 | －       | 準決賽 |
| 2007年 | 越南羽毛球大獎賽           | 大獎賽     | 女子單打 | －       | 亞軍   |
| 2009年 | 瑞典斯德哥爾摩羽毛球國際賽 | 國際挑戰賽 | 女子單打 | －       | 冠軍   |
| 2009年 | 印度羽毛球黃金大獎賽       | 黃金大獎賽 | 女子單打 | －       | 準決賽 |
| 2009年 | 碧特博格羽毛球大獎賽       | 大獎賽     | 女子單打 | －       | 亞軍   |
| 2009年 | 碧特博格羽毛球大獎賽       | 大獎賽     | 女子雙打 | 栗原文音 | 準決賽 |
| 2010年 | 大阪羽毛球國際挑戰賽       | 國際挑戰賽 | 女子單打 | －       | 準決賽 |

| 2007-2017年 | 首要超級賽 | 超級賽 | 黃金大獎賽 | 大獎賽 | 國際挑戰賽 | 國際系列賽 | 未來系列賽 | 其他 |

### 奧運會和世錦賽參賽紀錄
|          | 2006 | 2007 | 2008 | 2009 |
| -------- | ---- | ---- | ---- | ---- |
| 女子單打 | 64強 | －   | －   | 32強 |